# Ferenc Nógrádi
Ferenc Nógrádi, född 15 november 1940 i Košice, Slovakiska republiken, död 19 maj 2009 i Budapest, Ungern, var en ungersk fotbollsspelare.
Han blev olympisk guldmedaljör i fotboll vid sommarspelen 1964 i Tokyo.